# Puszcza Piska

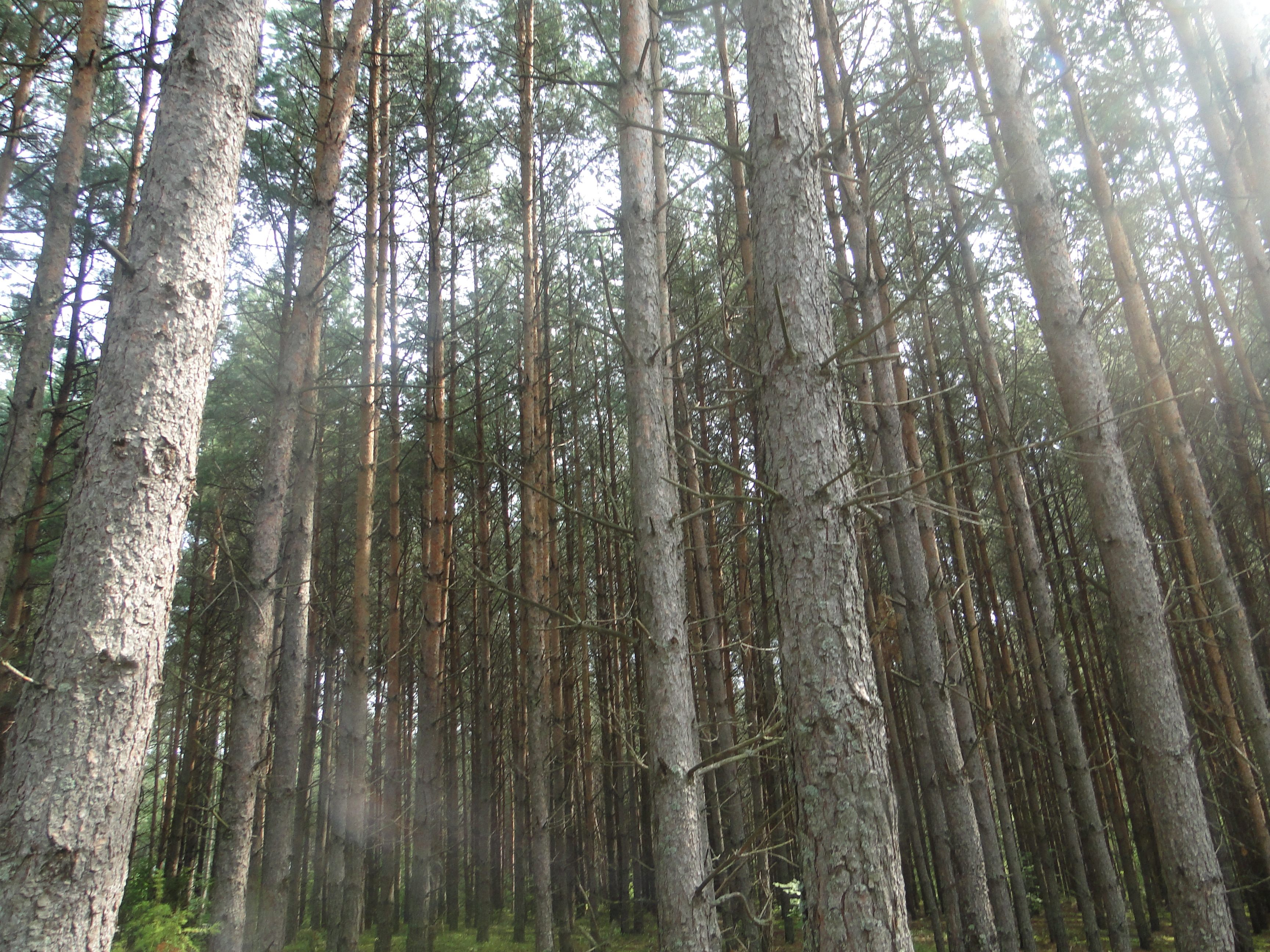
Puszcza Piska

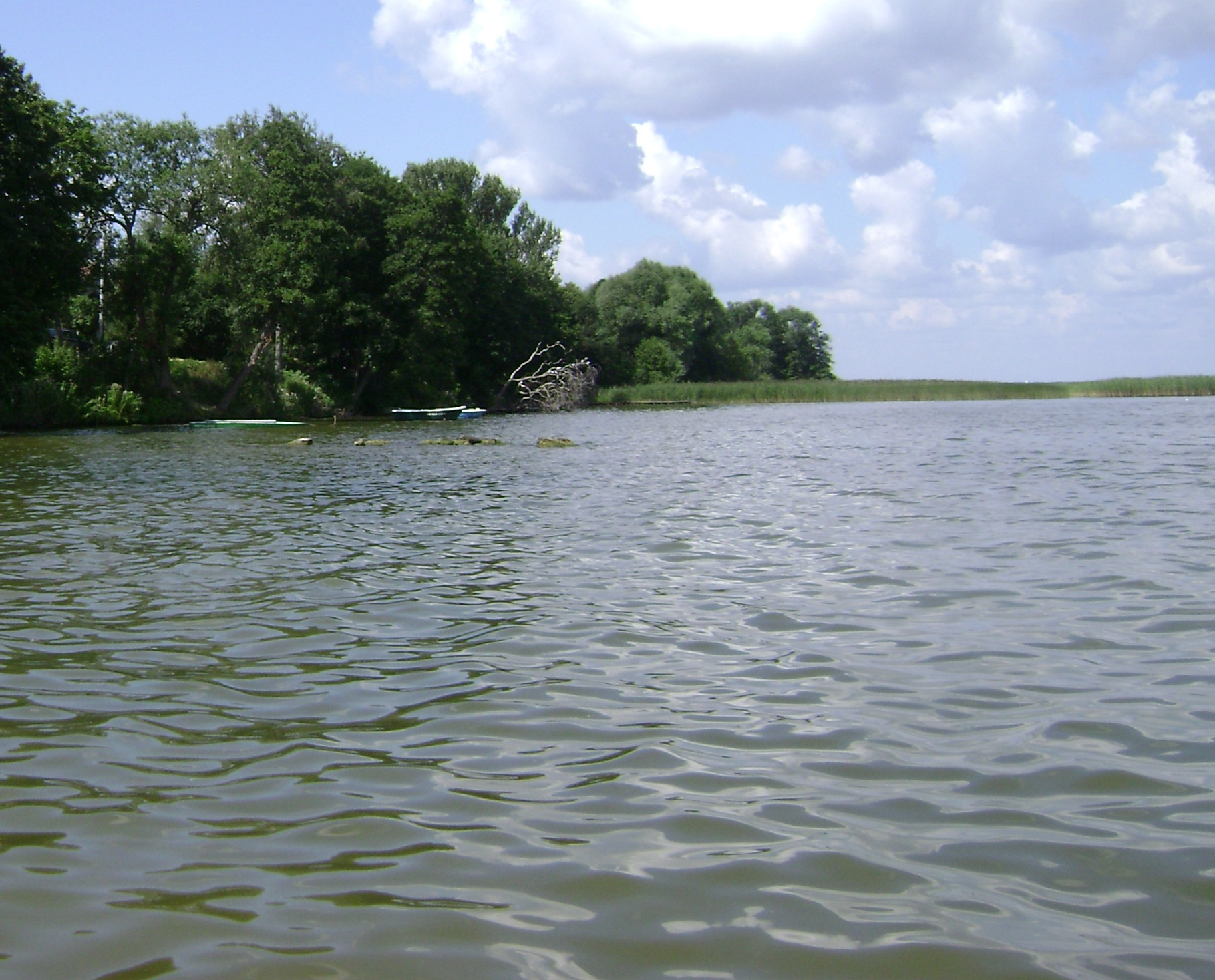
Hồ Śniardwy tại Rừng Pisz gần Ruciane-Nida

Rừng Puszcza Piska hay Rừng Pisz là quần thể rừng lớn nhất của vùng Masuria ở phía bắc Ba Lan, liền kề với Công viên Cảnh quan Masurian và Vùng đất thấp Masurian. Trước đây được gọi là vùng hoang dã Jańsbourska, Puszcza Piska mang tên con sông Pisa giáp với Rừng dọc theo bờ phía tây của nó.
Rừng Pisz bao gồm một sự kết hợp độc đáo của hệ thống cây lá kim, hồ và sông. Tổng diện tích của nó là k. 100.000 hecta. Nó bao gồm các quận Mikolajki, Mrągowo, Piecki, Sorkwity, Biskupiec, Biała Piska, orzysz, pisz, Ruciane-Nida, Dźwierzuty, Rozogi, Szczytno, Świętajno, Kolno, Turośl và Lyse. Trong biên giới của nó là một số hồ, được chỉ định là khu bảo tồn thiên nhiên. Trong số đó: Bełdany, Nidzkie, Jegocin, khu bảo tồn thiên nhiên Warnołty, Mokre và hồ lớn nhất ở Ba Lan có tên là niardwy. Hai con sông chính chảy qua khu vực - Krutynia và Pisa, cũng như nhiều nhánh và suối nhỏ hơn.

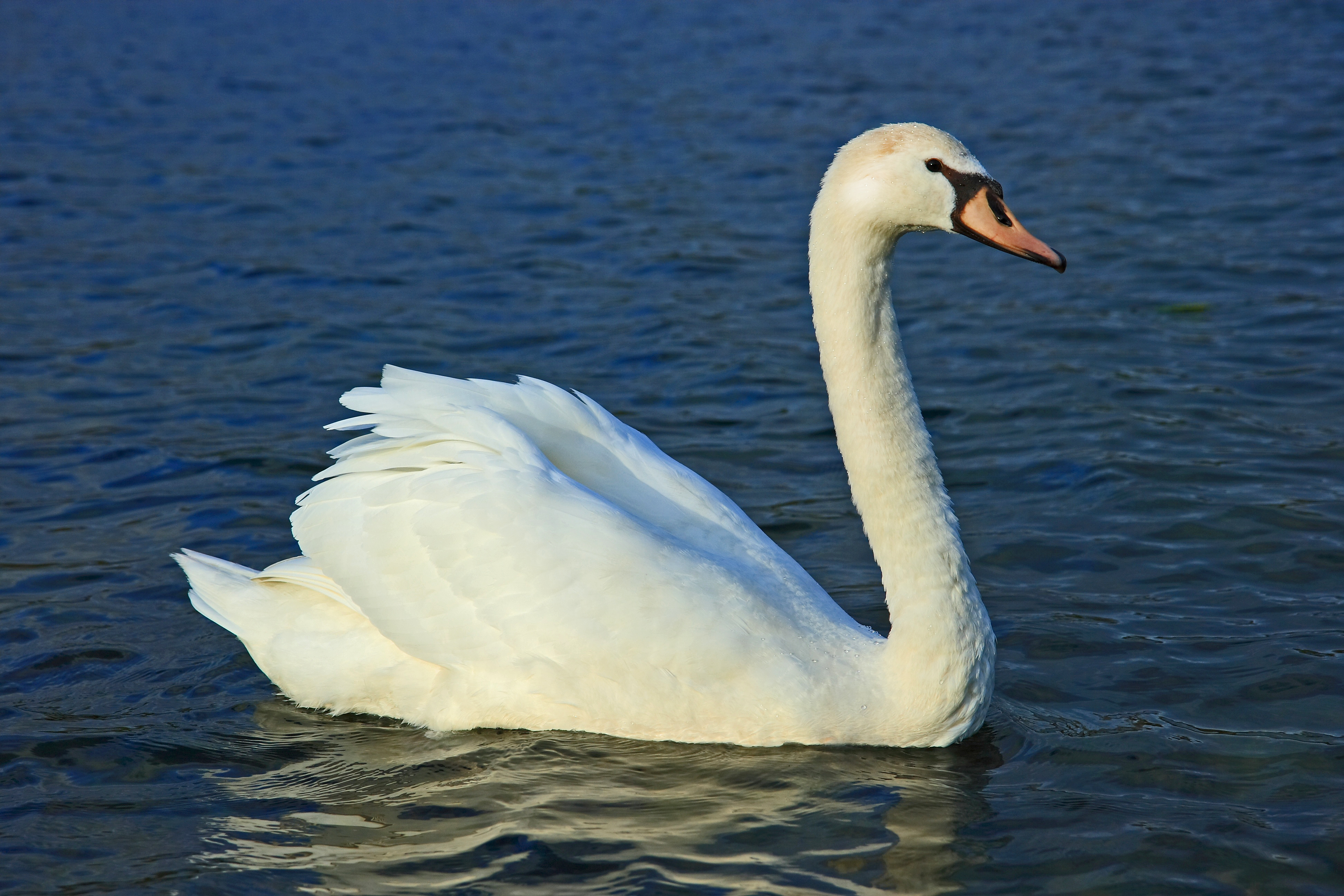
Thiên nga câm

Phần phía nam của rừng mọc trên cát và đầm lầy. Đất đang được thoát ra bởi các nhánh sông Narew, bao gồm Pisa và Szkwa, cũng như nhiều hồ. Phần phía bắc của biên giới phức tạp trên Quận Hồ Masurian được biết đến ở Ba Lan là Kraina Wielkich Jezior. Rừng Piska bao gồm các rừng thông và vân sam với hỗn hợp bạch dương, aspen, phong, alder và sồi mọc trên đất cát chủ yếu ở cuối phía nam của rừng. Nổi tiếng nhất trong số các cây địa phương là "cây thông Masurian" bao phủ các cạnh phía đông của hồ Mokre. Nó đạt đến chiều cao 40 m và tuổi 200 năm.

Puszcza Piska là một khu bảo tồn chim ở quy mô châu Âu, có mười một khu bảo tồn thiên nhiên trong Công viên Cảnh quan Masurian (Mazurski Park Krajobrazowy) được thành lập vào năm 1977 với tổng diện tích 53.600 ha. Khu bảo tồn có giá trị nhất nằm ở hồ Łuknajno gần thị trấn Mikołajki - một địa điểm Ramsar được UNESCO chỉ định là khu dự trữ sinh quyển. Đây là ngôi nhà của thiên nga câm (ảnh), có nguồn gốc từ các vùng ôn đới của châu Âu và Tây Á, trong thời gian chúng thay lông, ta có thể đếm số lượng lên tới 2.000 con. Nhiều loài động vật hoang dã sống trong rừng, trong số đó: hươu, nai sừng tấm, nai sừng, lợn rừng, thỏ rừng, cáo và gần đây đã giới thiệu lại lynx. Trên vùng đất ngập nước, hầu hết bão hòa với nước, nhà nghỉ hải ly có thể được tìm thấy. Biểu tượng của công viên là một con cò trắng với tổ nằm rải rác trên nhiều ngôi làng địa phương.